# Иншалах
Иншалах (арап. إِنْ شَاءَ ٱللَّٰهُ‎, ʾin šāʾa -llāh) арапски је израз који се на српски преводи као „ако Бог да”, „да Бог да” или „надајмо се”. Израз се помиње у Курану, а муслиманима је наређено да га користе када говоре о будућим догађајима, па се користи и за испуњавање ове куранске заповјести. Израз често користе муслимани, Арапи хришћани, као и говорници арапског других религија када говоре о догађајима за које се надају да ће се догодити у будућности. Израз изражава увјерење да се ништа не дешава ако Бог то не жели и да његова воља надмашује цјелокупну људску вољу.
Израз може попримити ироничан контекст, подразумијевајући да се нешто никада неће догодити и препуштено је Божијој вољи, а може се користити и као пристојан начин одбијања позива.

## Други језици

### Јужнословенски језици
„Ако Бог да”, „да Бог да” или „даће Бог” јужнословенски је облик израза, калкован из арапског преко османског турског, који у јужнословенске језике дошао за вријеме османске владавине. Уобичајен је како код муслимана, тако и код хришћана, а користе га и нерелигиозне особе.

### Пиринејски језици
На шпанском и португалском језику са Пиринејског полуострва, без обзира на вјерску припадност говорника, користе се изрази ojalá (шпански) и oxalá (португалски). Ове ријечи су изведене из андалузијског арапског израза law šá lláh.

### Малтешки
Сличан израз постоји у малтешком језику jekk Alla jrid и преводи се као „ако Бог да”. Малтешки потиче од сицилијско-арапског језика, арапског дијалекта који се развио на Сицилији и касније на Малти крајем 9. и крајем 12. вијека.

### Персијски
У персијском језику се користи готово истовјетан израз ان‌شاءالله, који се формално изговара као en shâ Allah, а колоквијално као eshâllâ.

### Турски
На турском језику израз İnşallah или inşaallah користи се у изворном значењу, али се може користити и у ироничном контексту.